# Resultados do Carnaval de Niterói em 2015
Esta é uma lista sobre resultados do Carnaval de Niterói, no ano de 2015. 

## Niterói

### Grupo Especial
| Colocação | Escola                | Pontos | Nota      | Ref.        |
| --------- | --------------------- | ------ | --------- | ----------- |
| 1º        | Folia do Viradouro    | 195,5  |           | [ 1 ] [ 2 ] |
| 2º        | Sabiá                 | 193    |           | [ 1 ] [ 2 ] |
| 3º        | Império de Araribóia  | 191    |           | [ 1 ] [ 2 ] |
| 4º        | Magnólia Brasil       |        |           | [ 1 ] [ 2 ] |
| 5º        | Região Oceânica       |        |           | [ 1 ] [ 2 ] |
| 6º        | Grupo dos Quinze      |        |           | [ 1 ] [ 2 ] |
| 7º        | Alegria da Zona Norte |        |           | [ 1 ] [ 2 ] |
| 8º        | Cacique da São José   |        | Rebaixada | [ 1 ] [ 2 ] |

### Grupo de Acesso
| Colocação | Escola                | Pontos | Nota      | Ref.        |
| --------- | --------------------- | ------ | --------- | ----------- |
| 1º        | Souza Soares          | 199    | Promovida | [ 1 ] [ 2 ] |
| 2º        | Experimenta           |        |           | [ 1 ] [ 2 ] |
| 3º        | Unidos do Sacramento  |        |           | [ 1 ] [ 2 ] |
| 4º        | União da Engenhoca    |        |           | [ 1 ] [ 2 ] |
| 5º        | Mocidade de Icaraí    |        |           | [ 1 ] [ 2 ] |
| 6º        | Balanço               |        |           | [ 1 ] [ 2 ] |
| 7º        | Independente do Boaçu |        |           | [ 1 ] [ 2 ] |
| 8º        | Bafo do Tigre         |        |           | [ 1 ] [ 2 ] |
| 9º        | Galo de Ouro          |        | Rebaixada | [ 1 ] [ 2 ] |

### Grupo Especial de Enredo
| Colocação | Escola                   | Pontos | Nota      | Ref.        |
| --------- | ------------------------ | ------ | --------- | ----------- |
| 1º        | Combinados do Amor       | 197    | Promovida | [ 1 ] [ 2 ] |
| 2º        | Garra de Ouro            |        |           | [ 1 ] [ 2 ] |
| 3º        | Fora de Casa             |        |           | [ 1 ] [ 2 ] |
| 4º        | Tá Rindo Por Quê?        |        |           | [ 1 ] [ 2 ] |
| 5º        | Banda Batistão           |        |           | [ 1 ] [ 2 ] |
| 6º        | Unidos do Castro         |        |           | [ 1 ] [ 2 ] |
| 7º        | Amigos da Ciclovia       |        |           | [ 1 ] [ 2 ] |
| 8º        | União do Maruí           |        |           | [ 1 ] [ 2 ] |
| 9º        | Unidos do Barro Vermelho |        |           | [ 1 ] [ 2 ] |
| 10º       | Grilo da Fonte           |        |           | [ 1 ] [ 2 ] |
| 11º       | Bem Amado                |        |           | [ 1 ] [ 2 ] |